# Sandschak Serfidsche
Sandschak Serfidsche (griechisch: Serbia, Servia) war eine Verwaltungseinheit im Osmanischen Reich und wurde 1880 von den Osmanen aus den Gebieten Westmakedoniens und Thessaliens gebildet. Es trug den Namen des Verwaltungszentrums des Sandschaks, welches sich in der heute griechischen Stadt Servia (osman. Serfidsche) befand. Seit 1888 gehört es zum Vilayet Monastir. 1888 lebten im Sandschak Serfidsche etwa 190.000 Menschen.

## Quelle
- Meyers Konversations-Lexikon, 1888, (Link digitalisierte Version)